# Urtaca
Urtaca település Franciaországban, Haute-Corse megyében. Lakosainak száma 259 fő (2022. január 1.). Urtaca San-Gavino-di-Tenda, Lama, Novella és Palasca községekkel határos.

## Népesség
A település népessége az elmúlt években az alábbi módon változott:
| Lakosok száma | 220  | 178  | 155  | 185  | 200  | 223  | 230  | 231  | 238  | 259  |
|               | 1968 | 1982 | 1990 | 2006 | 2013 | 2015 | 2017 | 2019 | 2020 | 2022 |